# ديفيد بنتلي
ديفيد بنتلي (بالإنجليزية: David Bentley)‏ هو سياسي بريطاني، ولد في 7 أغسطس 1935. انتخب أسقف وانتخب أسقف لين ‏ (1986 – 1993) وانتخب أسقف غلوستر ‏ (1993 – 2003).